# چاه عمیق نام‌آور شماره ۲
چاه عمیق نام‌آور شماره ۲ یک منطقهٔ مسکونی در ایران است که در دهستان مه‌ولات جنوبی واقع شده‌است.